# 小行星34718
小行星34718（34718 Cantagalli）是一颗绕太阳运转的小行星，为主小行星带小行星。该小行星于2001年8月14日发现。

## 轨道参数
小行星34718的轨道半长轴为3.2167198 UA，离心率为0.124。